# Rondoy
Rondoy  (posiblemente del quechua runtuy : "granizar" o "poner un huevo")  es una montaña de 5870 metros (19 258,5 pies) en el norte de la cordillera Huayhuash en los Andes del Perú. Se encuentra entre el distrito de Pacllón en Ancash, y en la distrito de Queropalca en Huánuco. Rondoy se encuentra al norte de Yerupajá y Jirishanca y al suroeste del lago Mitococha .    